# Filip Dewinter
Philip (« Filip ») Michel Frans Dewinter, né à Bruges le 11 septembre 1962, est un homme politique belge. Il est membre et haut placé du Vlaams Belang, parti d'extrême droite flamand.

## Biographie

### Milieu familial
Son père étudia la médecine à l’Université catholique de Louvain au cours de la Seconde Guerre mondiale, mais dut se cacher lorsque la menace de la déportation vers l’Allemagne devint imminente. Il fut néanmoins découvert et arrêté, déporté après quelques mois de prison à Bruges, et forcé de travailler dans une usine de munitions allemande. Après la guerre, malade et émacié, il revient, mais n'est plus en mesure de reprendre ses études. Le grand-père maternel de Dewinter fut un combattant de la résistance de la Witte Brigade (Brigade blanche) à Blankenberge
,,,.

### Parcours politique

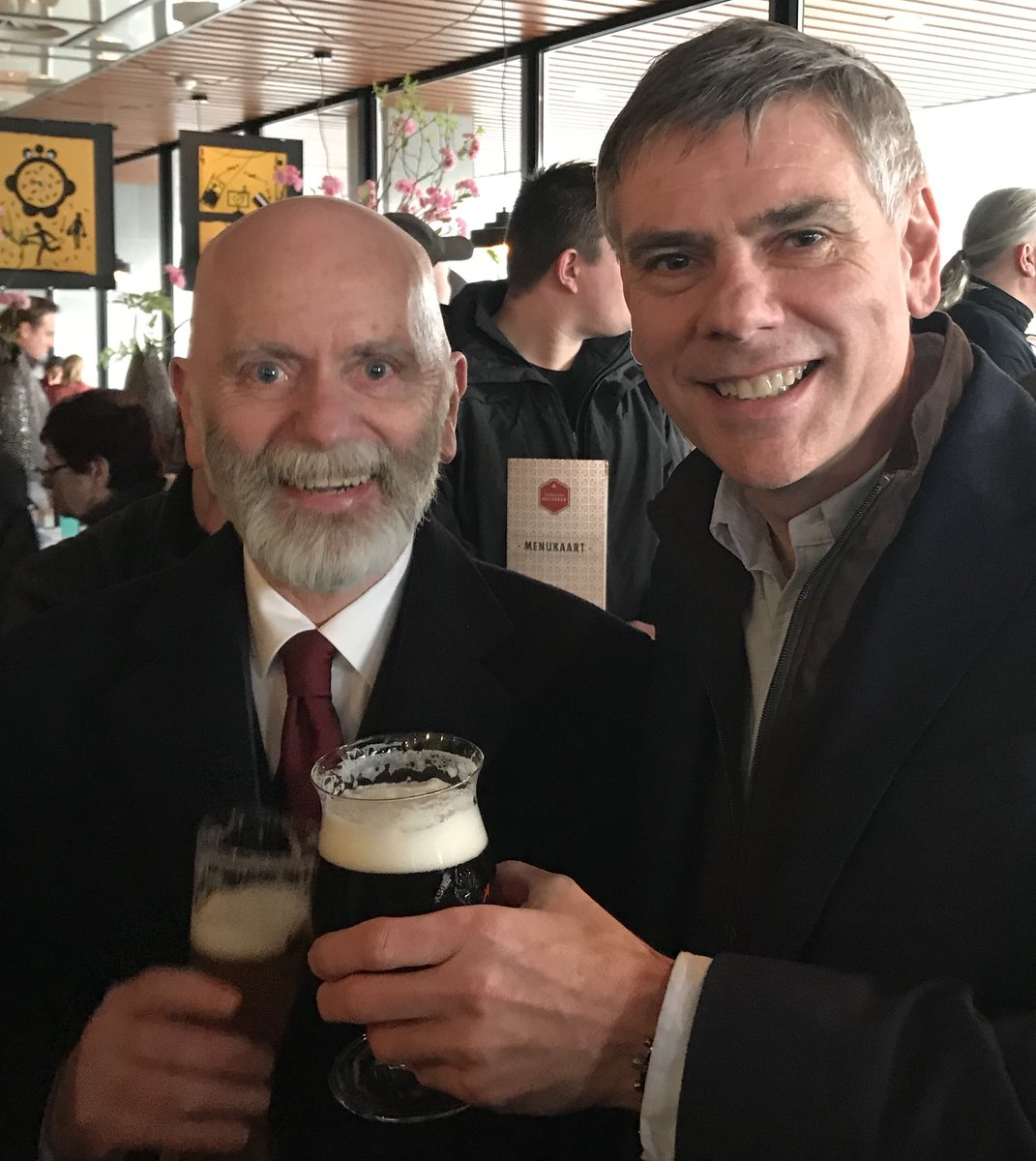
Filip Dewinter et l’écrivain français Renaud Camus (2020).

Filip Dewinter siège pendant la 47e législature de la Chambre des représentants de Belgique.
Il participe le 13 décembre 2006 à l'émission spéciale de La Une (première chaine de la télévision belge francophone) Bye Bye Belgium qui fut considérée par plusieurs politiciens comme un non-respect du cordon sanitaire.
Déjà condamné pour racisme, alors qu'il était à la tête du Vlaams Blok, Filip Dewinter, dans une interview accordée au magazine américain Jewish Week, se présente comme un défenseur de la cause juive, et ardent opposant à l'islam. Il se défend par contre d'être xénophobe: « S'il faut parler d'une phobie, je n'emploierais pas le mot xénophobe, explique-t-il. S'il s'agit d'une phobie, disons qu'il s'agit d'islamophobie. »
Le 25 août 2007, profitant de l'échec des négociations d'Yves Leterme pour former un gouvernement, il réclame un référendum pour l'indépendance de la Flandre, qui est refusé à l'unanimité des votants, exception faite des membres de son propre parti.
Il participe en 2010 à un colloque en Israël organisé par le Likoud et consacré au combat antiterroriste.
Un militant d’extrême droite est condamné à cinq ans de prison en 2014 pour avoir planifié l'assassinat de Filip Dewinter, espérant ainsi entrainer la Belgique dans la guerre civile.
De 2019 à 2024, il est vice-président du parlement flamand.
Le 11 juillet 2019, après la démission de Kris Van Dijck, il devient président du Parlement flamand pour une durée de deux jours. Il est remplacé par Wilfried Vandaele,.
Le 25 mars 2024, Une enquête du magazine Humo et du site Apache révèle que Filip Dewinter, a travaillé pendant plusieurs années comme " conseiller politique principal " pour la Chine.